# Hendrich Jordan

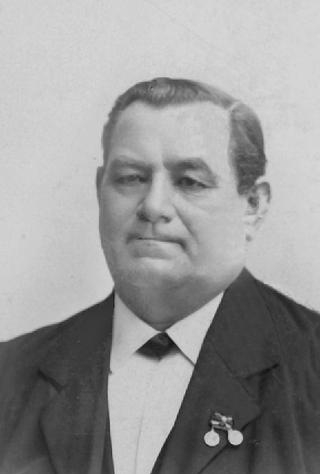
Hendrich Jordan

Hendrich Jordan (deutsch Heinrich Jordan, vollständig Johann Wilhelm Heinrich Jordan; * 20. Februar 1841 in Tzschelln, Oberlausitz; † 3. März 1910 in Papitz, Niederlausitz) war ein sorbischer Lehrer, Schriftsteller und Volkskundler.
Jordan gilt als der eifrigste Förderer des niedersorbischen Schrifttums in der zweiten Hälfte des 19. Jahrhunderts. In Papitz sammelte er niedersorbische Volkslieder, Volksmärchen, Sagen, Sprichwörter, Sprüche und Redensarten, deren Veröffentlichungen eine zuverlässige Grundlage für weitere volkskundliche Forschungen bildeten. Für den Schulgebrauch übersetzte er auch deutsche und obersorbische Texte ins Niedersorbische.

## Leben
Dem Nochtener Lehrer Jacob Schütze wurde ein Gehilfe zugestanden, der den Unterricht im Nachbarort Tzschelln halten sollte. Diese Stelle nahm am 1. Dezember 1834 der aus Boxberg stammende 19-jährige Johann Jordan auf. Am 1. März 1840 heiratete Jordan die 18-jährige Tzschellner Häuslertochter Mariea Jannack, mit der er zwei Kinder haben sollte. Die Familie verließ Tzschelln im Januar 1845, nachdem der Vater als Lehrer, Organist und Küster nach Schwarzkollm versetzt wurde.
Der 1841 geborene Hendrich Jordan wuchs so in Schwarzkollm auf. Nach der Absolvierung der Lehrerpräparanda in Burghammer von 1855 bis 1858 besuchte er bis 1861 das Lehrerseminar in Bunzlau. Von 1861 bis 1863 war er Lehrer in Lohsa und bis 1872 im benachbarten Hermsdorf/Spree. In dieser Zeit schloss er Freundschaft mit dem sorbischen Schriftsteller Handrij Zejler (1804–1872), der ihn in seinen frühen Jahren maßgeblich beeinflusste. Dessen sorbische Hymne Rjana Łužica übersetzte Jordan später ins Niedersorbische.
Hendrich Jordan übernahm 1873 die Lehrerstelle in Papitz bei Cottbus. Nachdem er bereits 1866 in die sorbische wissenschaftliche Gesellschaft Maćica Serbska eintrat, wurde er in der Niederlausitz einer der Wegbereiter und Mitbegründer ihrer niedersorbischen Abteilung Maśica Serbska. In Papitz, wo er bis zu seinem Tod verblieb, war auch sein Schaffen am fruchtbarsten, und er veröffentlichte seine Texte unter anderem in der Zeitschrift der Maćica Serbska (ČMS), im Łužičan und in der Łužica. Mit Persönlichkeiten wie Michał Hórnik (1833–1894) und Arnošt Muka (1854–1932) arbeitete er an mehreren national-kulturellen, wissenschaftlichen und verlegerischen Vorhaben zusammen. Von 1880 bis 1885 redigierte er den niedersorbischen Jahreskalender Pratyja. Den Bramborski casnik unterstützte er ebenso als Mitredakteur von 1881 bis 1885. Jordan gründete 1905 in Papitz einen Männergesangsverein, sein Nachfolger Martin Ruben erweiterte ihn zum gemischten Chor.
Im März 1910 starb Hendrich Jordan 69-jährig in Papitz. Sein Sohn Hajno (dt. ebenfalls Heinrich; 1882–1917), Lehrer und Kantor in Gulben und Schleife, fiel im Ersten Weltkrieg in Frankreich. Sohn Karlo (dt. Karl; 1885–1967) wurde ebenfalls Lehrer und engagierte sich in der Domowina und der Maśica Serbska.

## Werke
- Veröffentlichungen im Časopis Maćicy Serbskeje (ČMS), darunter Sammlungen niedersorbischer Volkslieder, Volksmärchen und Vogelnamen:
  - Lijeńca, ČMS 25 (1872), S. 6–7 (Digitalisat)
  - Delnołužiske ludowe pěsnje [Niedersorbische Volkslieder], ČMS 27 (1874), S. 65–98 (Digitalisat)
  - Delnjoserbske słowa, ČMS 29 (1876), S. 70–77 (Digitalisat)
  - Delnjołužiske ludowe bajki, ČMS 29 (1876), S. 14–21 (Digitalisat); ČMS 30 (1877), S. 104–109 (Digitalisat); ČMS 32 (1879), S. 56–64 (Digitalisat)
  - Khěrlušowe knižki Gregorija D… z lěta 1590, ČMS 37 (1884), S. 166–172 (Digitalisat)
  - Delnjołužiski wotrjad Maćicy Serbskeje, ČMS 42 (1889), S. 160 (Digitalisat)
  - Delnjołužiske ptače mjena, ČMS 45 (1892), S. 130–133 (Digitalisat)
  - Delnjołužiske swójbne mjena, ČMS 45 (1892), S. 138–143 (Digitalisat)
  - Pismowstwo delnjołužiskich Serbow: Wot lěta 1881–1900, ČMS 55 (1902), S. 13–20 (Digitalisat)
  - Delnjoserbske přisłowa, ČMS 55 (1902), S. 118–123, 143–144 (Digitalisat)
- Najrjeńše ludowe bajki [Die schönsten Volksmärchen], Worjejce [Hoyerswerda] 1860
- Kak su naši stari hojili [Wie unsere Alten heilten], 1877
- Šěsć delno-łužiwkich přisłowow [Sechs niedersorbische Sprichwörter], 1877
- Deljnołužiske ludowe přistowa [Niedersorbische Volkssprichwörter], 1882
- Prědne źaseś lět Maśice Serbskeje w Dolnej Łužycy, Worjejce [Hoyerswerda] 1891
- Bibliske hulizowańa se Starego Testamenta. Schischożane pla O. Hentschela: Worjejce [Hoyerswerda] 1894 (Digitalisat in der Google-Buchsuche)
- Drobjeńce ze serbskeje historieje, Worjejce [Hoyerswerda] 1905